# Zelfportret (Pozzo)
Zelfportret  is een schilderij van de Italiaanse kunstschilder Andrea Pozzo uit 1686-1687. Hij wijst naar de gewelven van de Jezuïetenkerk Sant'Ignazio te Rome, die hij op dat moment beschildert. Het portret bevindt zich thans in de collectie van het Uffizi te Florence.

## Context
Pozzo maakte naam als decorateur van kerken, in het bijzonder van gewelven en plafonds, met gebruikmaking van trompe-l'oeil-effecten, waardoor het van binnen leek alsof zich een heuse koepel in de kerk bevond. Deze schilderingen worden thans gezien als unieke meesterwerken van de illusionistische barokke schilderkunst. Zo maakte hij eind jaren 1680 een indrukwekkende plafondschildering met een enorme schijnkoepel voor de Jezuïetenkerk Sant'Ignazio. Het hier besproken Zelfportret van Pozzo werd geschilderd na voltooiing van de fresco van de - virtuele - centrale dom, rond 1687-1688, tijdens de eerste fase van de volledige, door hem uitgevoerde reconstructie van het interieur.

## Afbeelding
Pozzo beeldt zichzelf in zijn Zelfportret in gedraaide houding af, wijzend naar de schijnkoepel die hij zojuist heeft geschilderd, maar die opvallend genoeg niet staat afgebeeld op het doek. Met zijn rechterwijsvinger wijst hij naar het plafond, terwijl zijn linkerhand in het volledige werk rust op zijn geschriften over de illusionaire perspectiefschilderkunst en het gebruik van trompe-l'oeil. De gekantelde weergave in combinatie met de vorm van de gewelven achter de kunstenaar creëert ook op zichzelf weer een drogbeeld van een naar links draaiende beweging, waarmee hij zijn theorieën onderstreept.
Bijzonder is de discrepantie in stijl tussen de formele, koele, heldere en geometrisch strak uitgebalanceerde fresco's die Pozzo maakte in de kerk, met een sterk ideëel karakter, tegenover het uiterst realistische zelfportret. Het benadrukt de tegenstelling tussen het hemelse, waar Pozzo met zijn vinger naar wijst, en het aardse, waar hij deel van uitmaakt.
Pozzo schilderde zijn Zelfportret in opdracht van groothertog Cosimo III de' Medici, financier van de restauratie van het binnenhuis van de Sant'Ignazio, waar het in 1688 werd toegevoegd aan de galerij achter de pastorie, in het wereldse deel van de kerk.

## Galerij

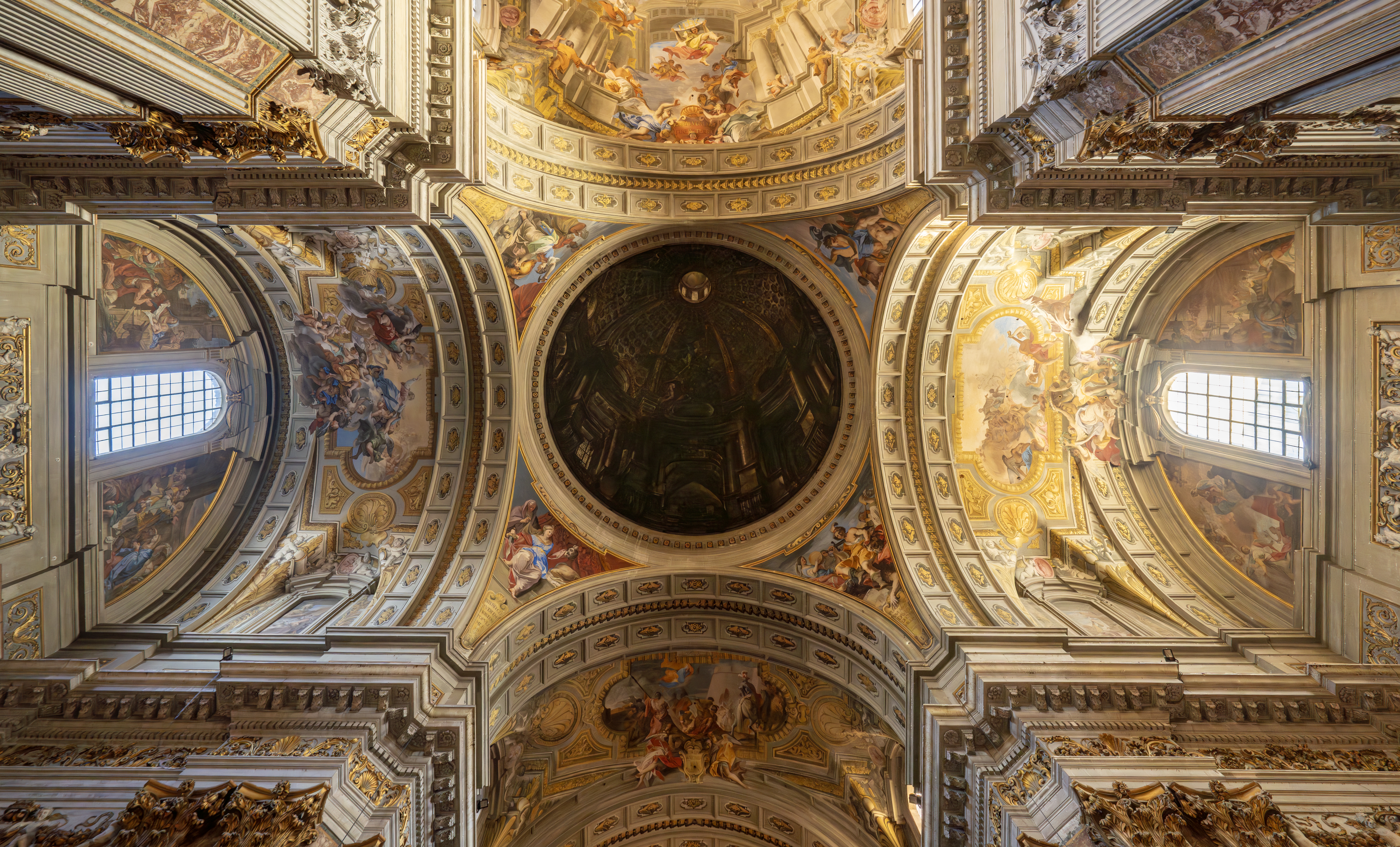
Fresco van een schijnkoepel in de Jezuïetenkerk Ignatius van Loyola, Rome
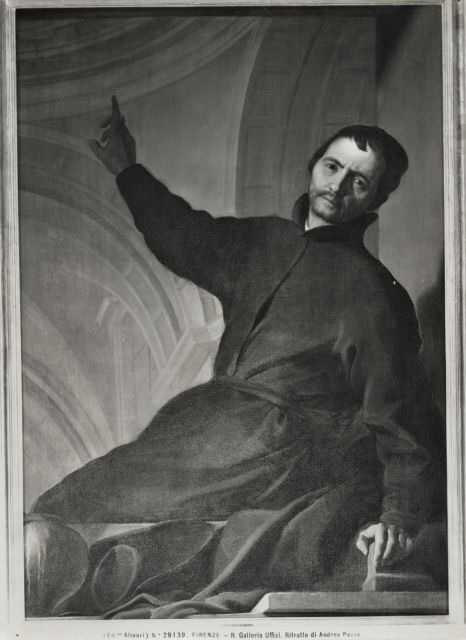
Ets voor oude Uffizi-catalogus naar het volledige portret, met onderaan Pozzo's geschriften